# Аршад аль-Умарі
Аршад аль-Умарі (араб. جعفر العسكري; 8 квітня 1888–1978) — іракський архітектор, державний і політичний діяч, двічі обіймав посаду глави уряду країни.

## Життєпис
Народився в Мосулі 8 квітня 1888 року в родині мера міста. 1904 року закінчив середню школу, після чого вирушив до Стамбула, де вступив на архітектурне відділення Королівського інженерного училища. 1908 року здобув диплом архітектора й отримав посаду в архітектурному відділі Стамбула.
З початком Першої світової війни аль-Умарі був призваний як інженер до Міністерства оборони Османської імперії. Після завершення війни він повернувся до стамбульського муніципалітету на свою попередню посаду головного інженера.
Невдовзі, коли арабські країни, включаючи Ірак, відокремились від Османської імперії, Аршад повернувся до Мосула, де отримав пост головного інженера в муніципалітеті міста, який займав до 1924 року. Після цього був обраний членом першого парламенту Іраку після формування національного уряду. Від 1925 до 1931 року обіймав посаду генерального директора пошти й телеграфу, а від 1931 до 1933 року — мера Багдада.
Після утворення Товариства Червоного Півмісяця Аршад аль-Умарі був обраний його президентом і пробув на тій посаді до 1958 року.
Від 1934 до 1935 року займав пост міністра громадських робіт у кабінеті Алі Джавдата аль-Айюбі. У 1936—1944 роках знову обіймав посаду мера Багдада. Від червня 1944 до серпня 1945 року був міністром закордонних справ і заступником міністра оборони. У той період було встановлено відносини з СРСР. У той же час була створена Ліга арабських держав, і аль-Умарі очолював іракську делегацію в Каїрі, де 22 березня 1945 року було підписано Ліги. Також він очолював делегацію Іраку під час підписання Статуту ООН. Під час його візиту до Нью-Йорка, 12 квітня 1945 року помер президент США Франклін Делано Рузвельт. Аль-Умарі довелось очолити іракську делегацію на похоронах президента, що відбулись 14 квітня.
26 квітня того ж року на конференції в Сан-Франциско обговорювався проект структури й організації ООН. Аль-Умарі залишив засідання на знак протесту проти явних зазіхань Палестини на єврейську й арабську держави. Від імені Іраку декларацію тоді підписав Мухаммад Фадхель аль-Джамалі.
Після повернення на батьківщину аль-Умарі був призначений на посаду міністра закордонних справ. У червні 1946 року вперше очолив іракський уряд. Від 29 січня до 23 червня 1948 року був міністром оборони Іраку. 1952 року був обраний виконавчим головою Ради з розвитку. У квітні 1954 року вдруге очолив уряд Іраку. Після державного перевороту 1958 року аль-Умарі переїхав до Стамбула. 1968 повернувся на батьківщину, де й помер 1978 року у 90-річному віці.